# Equació de dimensions
Les equacions de dimensions s'utilitzen per descriure la relació entre les dimensions d'una magnitud física X, i les dimensions  fonamentals, per exemple, massa (M), longitud (L) i temps (T). Són expressions de la forma {\displaystyle [X]=M^{a}L^{b}T^{c}}, on a, b i c són nombres enters. Cal aclarir que el símbol de les dimensions no coincideix totalment amb el de les magnituds.

## Exemple
Una superfície té per equació de dimensions {\displaystyle [S]=L^{2}}, un volum és {\displaystyle [V]=L^{3}} i una densitat és {\displaystyle [\rho ]=M/V=m/L^{3}}
Tota equació o fórmula que relacioni magnituds, ha de ser dimensionalment homogènia: les dimensions dels dos membres de la igualtat han de ser les mateixes.
La velocitat de caiguda lliure d'un cos des d'una altura h és {\displaystyle v={\sqrt {2gh}}}. És necessari saber si l'equació és dimensionalment homogènia.
Si calculem l'equació de dimensions dels dos membres per separat, veurem que es compleix la igualtat:
{\displaystyle [v]=LT^{-1}}
{\displaystyle [{\sqrt {2gh}}]={\sqrt {LT^{-2}L}}={\sqrt {L^{2}T^{-2}}}=LT^{-1}}
El fet que les fórmules hagin de ser dimensionalment homogènies permet, en certes ocasions, determinar quina és la seva forma matemàtica. És el que s'anomena anàlisi dimensional. Es mostra un exemple, però n'hi ha molts altres.
El pèndol simple té un període que depèn únicament de la longitud de la corda i de l'acceleració de la gravetat.
Es pot expressar aquesta dependència com {\displaystyle t=f(l,g)=kl^{a}g^{b}}, on k és una constant adimensional. L'equació ha de ser homogènia:
{\displaystyle [t]=T=L^{0}T^{1}}
{\displaystyle [L^{a}g^{b}]=l^{a}(LT^{-2})^{b}=L^{a}L^{b}T^{-2b}=L^{a+b}T^{-2b}}
Igualant exponents, {\displaystyle a+b=0} i {\displaystyle -2b=1}, que dona {\displaystyle a={\frac {1}{2}}} i {\displaystyle b={\frac {-1}{2}}}
La fórmula és {\displaystyle t=k{\sqrt {\frac {l}{g}}}}
Les magnituds que apareixen com arguments de funcions transcendents (exponencials, trigonomètriques, etc.) han de formar combinacions adimensionals.
El corrent de descàrrega I a través d'una resistència R i d'un condensador de capacitat C carregat amb una diferència de potencial V constant, ve donada, en funció del temps t per
{\displaystyle I(t)={\frac {V}{R}}exp({\frac {-t}{RC}})}.Com que {\displaystyle {\frac {t}{RC}}} no ha de tenir dimensions, {\displaystyle [RC]=T}